# كول أوف ديوتي: دبليو دبليو 2
كول أوف ديوتي: دبليو دبليو 2 (بالإنجليزية: Call of Duty: WWII)‏ هي لعبة فيديو إلكترونية والتي أنتجها ستوديو سلج همر غيمز وريفن سوفتوير ونشرها أكتفجن الأمريكية، تعمل بأنظمة بلاي ستيشن 4، إكس بوكس ون والكمبيوتر الشخصي، صدرت في السوق بتاريخ 3 نوفمبر 2017، تدعم اللعبة اللغة العربية في منطقة الشرق الأوسط فقط.
تدور أحداث اللعبة في المسرح الأوروبي وتتمحور حول فرقة في فرقة المشاة الأولى بعد معاركهم على الجبهة الغربية وتدور أحداثها بشكل أساسي في الأحداث التاريخية لعملية أوفرلورد. يتحكم اللاعب في رونالد «ريد» دانيلز، الذي لديه زملاء في الفريق يمكنهم تزويد اللاعب بالذخيرة الإضافية أو الصحة أو القنابل اليدوية بالإضافة إلى القنابلة الموجهة ؛ لا يتم تجديد أي منها تلقائيًا في الحملة. يتميز وضع مُتعدد اللاعبين بمواقع الخريطة التي لم تظهر في الحملة. يتميز الوضع أيضًا بنظام الأقسام الجديد، ليحل محل نظام إنشاء الفئة الذي استخدمته الألعاب السابقة في السلسلة.
كانت ألعاب سلج همر مهتمة بإعادة السلسلة إلى الحرب العالمية الثانية بعد تطوير عنوانها السابق، كول أوف ديوتي: أدفانسد وورفير والتي تضمنت حركات متقدمة وتكنولوجيا حرب مستقبلية. قام المطورين بتضمين الفظائع ومعسكرات الإبادة النازية التي ظهرت خلال تلك الفترة الزمنية في وضع الحملة من أجل تقديم قصة حرب حقيقية.
عند الإصدار، تلقت اللعبة مراجعات إيجابية بشكل عام من النقاد. تم الإشادة بقصتها، والدعم القتالي لأعضاء الفرقة ونظام الصحة المُتجددة، واللعب جماعي، والمرئيات. ومع ذلك، فقد انتقدت بسبب افتقار اللاعب الفردي للابتكار والتشابه مع الألعاب السابقة التي تم تعيينها في نفس العصر. حققت اللعبة نجاحًا تجاريًا، حيث حققت أرباحًا بقيمة 500 مليون دولار في غضون ثلاثة أيام فقط من إصدارها. أصبحت اللعبة الأكثر ربحًا في عام 2017 في أمريكا الشمالية، وحققت أكثر من مليار دولار من الإيرادات العالمية بحلول نهاية العام.

## القصة
تدور القصة عن الجبهة الغربية في أوروبا بين الجيش الأمريكي وخصمه الجيش الألماني، ويقوم الجنود الأمريكيين بتحرير ما تبقى من أوروبا من قبضة الجيش النازي حسب وصف القصة.

## الإستقبال

### المبيعات
كسبت اللعبة أكثر من 500 مليون دولار أمريكي خلال الأيام الثلاثة الأولى من إصدارها. في 20 كانون الأول (ديسمبر) 2017، أُعلن أن اللعبة قد حققت أكثر من مليار دولار من الإيرادات العالمية، وكانت أعلى لعبة وحدة تحكم في العام في أمريكا الشمالية. بحلول نهاية عام 2017، كان لدى اللعبة أكثر من 20.7 مليون لاعب، و 12.1 مليون لاعب على بلاي ستيشن 4 ، و 7.8 مليون لاعب على إكس بوكس ون، و 825,000 لاعب على ستيم. بيعت 168,234 نسخة بلاي ستيشن 4 خلال أسبوعها الأول في اليابان، مما يجعلها اللعبة الأكثر مبيعًا في ذلك الأسبوع.

## روابط خارجية
- كول أوف ديوتي: دبليو دبليو 2 على موقع IMDb (الإنجليزية)